# Частица (часть речи)
Части́ца — служебная часть речи, которая вносит различные оттенки значения, эмоциональные оттенки в предложении или служит для образования форм слова.

## Общие свойства частиц
В классе частиц объединяются постоянные служебные (незнаменательные) слова, которые:
- выражают самые разнообразные субъективно-модальные характеристики: побудительности, сослагательности, условности, желательности, а также оценки сообщения или отдельных его частей;
- участвуют в выражении цели сообщения (вопросительность), а также в выражении утверждения или отрицания;
- характеризуют действие или состояние по его протеканию во времени, по полноте или неполноте, результативности или нерезультативности его осуществления.

Перечисленные функции частиц группируются:
- в функции формообразования
- в функции разнообразных коммуникативных характеристик сообщения.

Общим для всех этих функций является то, что во всех случаях в них присутствует
- значение отношения,
- отношения (отнесенности) действия, состояния либо целого сообщения к действительности,
- отношения говорящего к сообщаемому,

причем оба эти вида отношений очень часто совмещаются в значении одной частицы.
Характерной чертой многих частиц является то, что по своему строению и функциям они сближаются с наречиями, союзами или междометиями и не всегда могут быть им строго противопоставлены; во многих случаях частицы сближаются также с вводными словами.
Значением частицы как отдельного слова является то отношение, которое выражается ею в предложении.

## Разряды частиц
В соответствии с вышеназванными функциями выделяются следующие основные разряды частиц:
1. формообразующие (сослагательные) частицы (пусть, пускай, давайте, да, давай, бы, б, бывало):
  - образующие формы слов;
  - образующие степени сравнения прилагательных и наречий;
2. отрицательные частицы (не, нет, вовсе не, далеко не, отнюдь не, никак);
3. частицы, характеризующие признак (действие или состояние) по его протеканию во времени, по полноте или неполноте, результативности или не результативности осуществления;
4. модальные частицы:
  - вопросительные частицы (ли, неужели, разве);
  - указательные частицы (вот, вон);
  - уточняющие частицы (именно, как раз, прямо, точь-в-точь);
  - выделительные и ограничительные частицы (только, лишь, исключительно, почти что, единственно);
  - восклицательные частицы (что за, как);
  - усилительные частицы (даже, ни, же, ведь, уж, всё-таки, всё);
  - смягчение требования -ка (подай-ка, налей-ка) -то (молоко-то сбежало); также в этих целях используется словоерс -с (наценка-с), происходящий от сокращённого обращения «сударь»;
  - сомнение (вряд ли, едва ли);
  - побудительные частицы (пусть, пускай, давай(те)).

Существенно при этом, что модальные (оценочные, экспрессивные) значения в том или ином виде присутствуют и в частицах отрицательных, вопросительных, характеризующих действие по его протеканию или результативности в частицах-репликах.

## Классификация частиц по происхождению

### Первообразные
К первообразным относятся простейшие (за несколькими исключениями) односложные частицы, в современном языке не имеющие живых словообразовательных связей и формальных соотношений со словами других классов.
Это частицы: бишь (прост.), бы, вишь (прост.), да (в составе формы повелит. накл.), де (разг.), дескать (разг.), же, ин (прост.), ишь (разг.), -ка, (разг.), не, небось (прост.), нет, неужели, нехай (прост.), ни, ну-с, сём (прост.), таки, те (прост.), -то, уж, чай (прост.).

### Непервообразные
Все остальные частицы не являются первообразными.

## Классификация частиц по составу

### Простые
Простыми называются частицы, состоящие из одного слова. К простым частицам относятся все первообразные частицы, а также частицы, в разной степени обнаруживающие живые связи с союзами, местоименными словами, наречиями, глаголами или предлогами. Кроме первообразных частиц, к простым частицам относятся: а, благо, более, больше, буквально, бывает, бывало, было, будто, ведь, во (прост.), вовсе, вон, вот, вроде, всё, всего, где, гляди, да (не в составе формы повелит. накл.), давай(те), даже, дай(те), действительно, единственно, если, ещё, знай, и, или, именно, как, какое, куда, ладно, ли, лучше, никак (прост., вопросит.), ничего, нечего, но, однако, окончательно, оно, поди (прост.), положительно, просто, прямо, пусть, пускай, разве, решительно, ровно, самое, себе, скорее, словно, совершенно, спасибо (в знач. хорошо), так, там, тебе, тоже, только, точно, хоть, чего, чисто (прост.), что, чтоб, чтобы, эк, это.
Как уже сказано, все эти частицы имеют тесные внешние и внутренние связи с другими классами слов: в них в разной степени присутствуют элементы значений
- наречий (буквально, благо, во (прост.), вовсе, вон, вот, где, действительно, единственно, ещё, именно, как, куда, ладно, нечего, ничего, окончательно, положительно, просто, прямо, решительно, совершенно, совсем, так, там, хорошо),
- местоименных слов (всё, всего, какое, оно, самое, себе, тебе, чего, это),
- глаголов (бывает, бывало, было, давай(те), дай(те), смотри(те), знай,
- союзов (а, благо, будто, ведь, да, даже, если, же, и, или, ли, но, однако, пусть, пускай, разве, ровно, словно, тоже, только, точно, хоть, что, чтоб, чтобы),
- компаративов (более, больше, лучше, скорее: Скорее умрёт, чем согласится; Скорее бы каникулы!),
- предлогов (вроде: Вроде кто-то зовет?),
- междометий (эк, спасибо: Их, какая жара! места не найдешь. Спасибо в погребе соснула маленько. Н. Успенский).

Иногда в одном и том же слове близость и переплетение значений частицы и союза, частицы и наречия, частицы и глагола, частицы и местоимения, частицы и междометия настолько тесны, что противопоставление друг другу таких значений как принадлежащих словам разных классов оказывается неправомерным, и слово должно квалифицироваться как «частица-союз», «частица-наречие», «частица-местоимение» и т. д.;

### Составные
Частицы, образовавшиеся из двух (реже — более) слов:
- двух частиц,
- частицы и союза,
- частицы и предлога,
- частицы и изолировавшейся от своего класса глагольной формы или наречия.

Составные частицы могут быть нерасчленяемыми — их компоненты в предложении не могут быть разделены другими словами, или расчленяемыми: их компоненты в предложении могут быть разделены другими словами. Внутри составных частиц выделяются частицы-фразеологизмы: это слившиеся воедино несколько служебных слов (или служебных слов и изолировавшихся от своих классов наречий, форм местоименных слов либо глаголов), живые отношения между которыми в современном языке отсутствуют; такие частицы также могут быть расчленяемыми или нерасчленяемыми.

### Расчленяемые
Их компоненты в предложении могут быть разделены другими словами.
Расчленяемые частицы:
вот бы (Вот бы дождичка!; Вот дождичка бы!);
вот и (Вот тебе и друг!; Вот вам и результат!; Ты ему верил? Вот и верь после этого людям!);
вот так (Вот так распоряжения!; Вот это так распоряжения!; Вот у нас сад так сад!; Вот удружил так удружил!);
едва не (едва не опоздали; едва голову не разбил);
едва ли не (Едва ли он не впервые в жизни солгал);
как не (Как не понять!; Как мне дорогу не знать!);
как бы не (Как бы дождик не пошел);
лишь бы (Лишь дождя бы не было!);
мало не (прост.) (В колокольчик стал звонить, мало не оборвал. Дост.; От страха даже мало на землю не упал. Леск.);
пусть бы (Пусть себе пел бы!);
скорее бы (Скорее бы весна!; Весна бы скорее!);
так и (так и веет покоем; так он меня и не узнал);
только бы (Только не опоздать бы!) только и (Только и разговору, что о поездке; Только о поездке и разговору);
хоть бы (Хоть не ворчал бы!);
чуть (было) не (чуть ногу не сломал);
чуть ли не (Чуть ли он теперь не большим начальником стал).
Всегда расчленяются частицы
не ли (Не отдохнуть ли нам?),
не же (Не ночевать же тут!).
Фразеологизированные частицы:
нет-нет и (да и) (Нет-нет да и зайдет навестить; Нет-нет деда и вспомнит);
что за (Что это за новости?; Что у тебя за характер!);
что из (того, что) (Что мне из его обещаний!; что теперь из того, что он вернулся?).
От составных частиц следует отличать группирующиеся вокруг простой частицы разнообразные, легко возникающие и легко распадающиеся комплексы, характерные прежде всего для модальных частиц; например:
уж — уж и, ну уж, так уж, уж и… же;
как — да как, ну как, как же, да как же, ну как же;
вроде — вроде бы, вроде как, вроде и, вроде как бы;

### Нерасчленяемые
их компоненты в предложении не могут быть разделены другими словами.
а то (- Не боишься? — А то я боюсь!; Пустят ночевать? — А то вдруг не пустят);
без того (Человек он и без того молчаливый, а тут и вовсе замкнулся. Полев.; Некогда ждать, без того уже опаздываем);
было б (прост.) (Было б мне не оставаться, а уехать домой!);
вряд ли;
всего-навсего (Времени всего-навсего час);
всё же;
глядь и (разг.) (Ждал-ждал, глядь и заснул);
далеко не (далеко не уверен в успехе; далеко не красавица);
диви бы (прост.) (Диви бы дело знал, а то ведь неуч!);
до чего (До чего хорош лес! До чего ты устал!);
добро бы;
если бы (Если бы не война!);
ещё бы (Тебя не трогают. — Ещё бы ты тронул!; Хорош улов! — Ещё бы не хорош!);
и есть (прост.) (- Не признал, видно? — Не признал и есть. Бажов; — Глянь, ребята, Пика! — Пика и есть. Фад.);
и так (Не сердись, я и так раскаиваюсь; Зачем ему деньги, у него много и так);
и то (На каток и то не пускают; Видел давно, и то мельком; Поговори с ним. — И то поговорю);
как есть (прост.) (Всё как есть ты правильно сказал. Бажов; — Замерз? — Как есть замерз);
как же;
как раз (Пришел как раз вовремя; Боюсь я службы: как раз под ответственность попадешь. Тург.);
как так (- Прощайте. — Как так прощайте?);
как-то;
куда как (Куда как весело!);
ладно бы;
на что (На что хитер, а и то ошибся);
никак нет;
навряд ли;
отнюдь не (отнюдь не красавица);
просто-напросто (Он просто-напросто смеется над нами);
так-таки (Так-таки и не явился?);
так уж ( — Табачок у меня весь. — Так уж и весь?);
то ли не (То ли не жизнь!);
то-то (То-то рад!; То-то я смотрю он присмирел);
туда же (Туда же из смешливых: Сказала что-то я: он начал хохотать. Гриб.; Мальчишка, а туда же спорит);
уж и (Сами сделали. — Уж и сами?; Это болезнь. — Уж и болезнь!);
хвать и (Пока собирались, хвать и дождь пошел);
что ж (- Пойдем? — Что же, пойдем; Я согласен, что ж);
что ли (Звонок, что ли?; Помоги что ли!; Что ли ты глухой?);

### Фразеологизированные частицы (частицы-фразеологизмы)
— слившиеся воедино несколько служебных слов (или служебных слов и изолировавшихся от своих классов наречий, форм местоименных слов либо глаголов), живые отношения между которыми в современном языке отсутствуют; такие частицы также могут быть расчленяемыми или нерасчленяемыми.
потом
 — не иначе как — (Не иначе как гроза к вечеру соберется)
нет чтобы — нет того чтобы — (Какую шубу сгноили! Нет чтобы подумать: где-то баринова шуба? Некр.);
то ли дело (Глупо распорядился Иван Ильич; то ли дело мы с вами. Л. Толстой);
того — того и — гляди (того и гляди умрет; забудется того гляди),
того — того и жди — (прост.) (Печка того и жди повалится. П. Бажов);
того — того и смотри — (того и смотри что) (Ведь уж слишком много рыси; того и смотри, что сломит шею! Н. Гоголь);
точь-в-точь;
что ни есть — что ни на есть (прост.) (Это его что ни на есть любимая песня).

## Дефисное и раздельное написание частиц
1.Бы(б), же(ж), ли(ль), будто, дескать пишутся раздельно
2.Если частицы ли, же, бы входят в состав цельных слов, то они пишутся слитно:неужели(частица), позже(наречие),также(союз),даже(частица, союз),чтобы(частица, союз)
3.Частица -ка,-тка,-то,-де,-с пишутся через дефис
4.Частица кое пишется раздельно с местоимениями, если она отделена от него предлогами:кое от кого, кое о чём, кое о ком;
5.Частица таки пишется через дефис только после глаголов (сделал-таки, выяснил-таки, успел-таки) и в составе наречий всё-таки, опять-таки, довольно-таки. В остальных случаях частица таки пишется раздельно.